# 于伊
于伊（法語：Huy，法語發音：[ɥi] ⓘ 或 [wi] ⓘ，荷蘭語發音：[ɦui̯]）是比利时瓦隆大区列日省的一个城市，西与那慕爾省接壤，通行法语，是比利时法语社群的一部分，人口21,293人（2018年1月1日）。

## 友好城市
- 法國 贡比涅（1959年）
- 盧森堡 菲安登（1964年）
- 義大利 阿罗纳（1967年）
- 納蒂廷古（1987年）
- 塞内加尔 韋林加拉（1993年）
- 比利时 蒂嫩（1993年）